# Тек, Ведат
Мехмет Ведат Тек — османский и турецкий архитектор.

## Биография
Родился в 1873 в Стамбуле. Его мать Лейла Саз была служанкой при дворце султана. Отцом архитектора был чиновник Сырры-паша, занимавший должность губернатора Багдада.
Ведат окончил лицей в Стамбуле, затем учился в Париже. В 1898 году окончил школу изящных искусств в Париже. Затем вернулся в Османскую империю. Работал архитектором, также преподавал в академии изящных искусств (Nefise-i Ida). В 1905 году был назначен главным архитектором министерства по делам почты и телеграфа. Тогда же начал работу над созданием здания почты в Сиркеджи, эта работа по независящим от Ведата причинам растянулась на пять лет.
В 1909 году был назначен главным архитектором империи. Тогда же начал работу над созданием здания по учёту земель в районе Султанахмет.
После создания республики Ведат участвовал в ряде важных проектов, в том числе создании здания Великого национального собрания, ряда музеев, резиденции Ататюрка и других. В связи с тем, что его работа зачастую не оплачивалась, Ведат покинул Анкару и вернулся в Стамбул.
Умер в 1942 году.